# Rubiadina
Rubiadina es una bioactiva antraquinona aislada de Morinda citrifolia.